# Annegret Kerp-Esche
Annegret Kerp-Esche (* 1. November 1954 in Bonn) ist eine deutsche Politikerin (SPD) und war von 2015 bis 2020 Abgeordnete in der Hamburgischen Bürgerschaft.
Annegret Kerp-Esche ist in Hamburg aufgewachsen. Sie absolvierte 1974 ihr Abitur am Helene-Lange-Gymnasium und studierte an der Universität Hamburg Betriebs- und Volkswirtschaft mit Nebenfach Politologie. 1979 schloss Kerp-Esche ihr Studium als Diplom-Kauffrau und Diplom-Volkswirtin ab. Sie war mehrere Jahre in ihrem Beruf tätig. Später studierte Kerp-Esche Medizin und promovierte 2001 zum Dr. med. Seit 2003 ist sie in eigener Praxis als Fachärztin für Allgemeinmedizin in Hamburg-Winterhude niedergelassen.
Kerp-Esche gehört der SPD seit 1975 an. Von 2001 bis 2004 war sie Abgeordnete in der Bezirksversammlung Hamburg-Nord. Bei der Bürgerschaftswahl in Hamburg 2015 erhielt sie mit 26.379 Stimmen ein Direktmandat im Wahlkreis Eppendorf – Winterhude. Der 2020 gewählten Bürgerschaft gehört sie nicht mehr an.
Annegret Kerp-Esche lebt in Hamburg-Eppendorf, ist verheiratet und hat zwei Kinder.